# 光の道
光の道（ひかりのみち）とは、2008年に「2015年までにブロードバンド利用率100％を目指す」というスローガンの元に原口一博総務大臣 (当時) の指示で総務省の「グローバル時代におけるICT戦略に関するタスクフォース」が打ち出した構想。光の道構想（ひかりのみちこうそう）とも呼ばれる。

## 計画（A案）
ICT利活用と設備競争で、「光の道」（無線・固定）を実現することが基本である。
- 光（FTTH）の価格をADSL並みにするのが目標。
- 需要見合いですすめる。
- 市場原理で供給することが困難な地域は、ユニバーサルサービス基金や電波利用料・税金による補助金も活用する。

## 孫正義の計画（B案）
タスクフォースの委員の一人である孫正義は以下の計画を説いた。
- 光ファイバー（FTTH）を全世帯に普及させる。
- 光ファイバーの料金を、現行のメタル回線（公衆交換電話網を用いた情報通信デジタル回線）相当（約￥1,150円/月）[3]に抑える。
- このプランをいっさい税金を投入しないで実現する。
- そのために、NTTの加入者設備を買い取るブロードバンド回線維持専業の民間企業（実質、国策会社）を立ち上げげる。
- 電子カルテや電子教科書（デジタル教科書）を普及し、日本の構造改革へつなげ、国際競争力を取り戻す。

なお、総務省は不確実性が高いとしている。

### 各社の反対
NTTは、経済的合理性からこのスケジュールでの提供は不可能であるという回答を提出している。
KDDIは、光加入者線の敷設・取得、ケーブルテレビ局（JCOM/JCN）への資本参加・電力系通信事業者との提携を行っており、NTTの保有する光回線を各社で等しく利用出来る環境にすることは、これまでの投資が無駄になってしまう、また設備競争が阻害されるとして、反対を表明した。
ケイオプティコムは、既に光回線は十分に整備されており、整備済み地域での利用促進が最優先であり、残りの地域は民間業者を支援する形が理想であるとの考えを表明。また、携帯電話だけで良いというユーザーも多く、また3G/4G/WiMAXなど、通信方法が多様化しているため、一律に整備することは国民負担の増大となるとした。また、KDDI同様に設備競争、イノベーションが阻害されるともしている。

### 佐々木俊尚の反論
タスクフォースの委員の一人である佐々木俊尚は、孫正義の計画に対し以下の反論をした。
- 日本のブロードバンド基盤は世界最高水準に達しているため、ブロードバンド普及を政府のIT戦略の主軸に据えるべきでない。
- 生活に直結した、使いやすいブロードバンドのサービスがない。
- 最優先するべきは、インターネットが国民生活の社会的基盤となっていくような政策を推進すること。

## その後
- FTTH・モバイルブロードバンド等の整備については、政府に関わらず民間により2015年時点で当初の構想を大きく超えた情報化とインフラが普及している。
- デジタル教科書は2020年のコロナショックまで待つこととなった。
- 低価格化は進んでいない。